# Esquías
Esquías é uma cidade hondurenha do departamento de Comayagua.